# 미하엘 라부시츠
미하엘 라부시츠(체코어: Michael Rabušic, 1989년 9월 17일 ~ )는 FC 슬로반 리베레츠에서 공격수로 뛰는 체코의 축구 선수다.

## 클럽 경력

### FC 슬로반 리베레츠
2011년 6월, 라부시츠는 FC 즈브로요프카 브르노의 팀 동료 요세프 슈랄과 함께 FC 슬로반 리베레츠에 3년 계약을 맺었다. 그는 리베레츠에서 3년을 잔류했다. 그는 그뒤로 이탈리아 클럽 베로나와 2014년 1월 31일에 계약하였고, 베로나는 리그 데드라인 전에 선수등록을 하였다.